# Хеллер, Юлиус
Юлиус Хеллер (нем. Julius Heller; 25 июля 1839, Легота, ныне Словакия — 26 июня 1901, Триест) — австрийский скрипач и дирижёр.
С 1849 г. учился в Венской консерватории у Георга Хельмесбергера (скрипка) и Симона Зехтера (композиция). Во второй половине 1850-х гг. концертировал в Вене, Милане, Генуе и Венеции. В 1858 г. обосновался в Триесте, где провёл всю оставшуюся жизнь.
В 1860 г. возглавил оркестр новосозданного Шиллеровского общества (нем. Schillerverein) — организации по пропаганде германской культуры в городе, где немецкое население составляло меньшинство. В скором времени развернул настолько активную деятельность, что число концертов в Обществе превысило число музыкальных событий в городском театре. Основал при Обществе лидертафель, расширенный затем за счёт женских голосов. Под управлением Хеллера в Триесте впервые прозвучали такие произведения, как Седьмая симфония Бетховена, Неоконченная симфония Шуберта, Вторая симфония Шумана. Хеллер также выступал как солист со своим оркестром и коллективами соседних городов — так, в 1870 г. он исполнил концерт для скрипки с оркестром Бетховена на торжественном вечере в честь столетия композитора в Любляне.
С 1858 г. на протяжении 40 лет руководил струнным квартетом, в составе которого в разные годы выступали ведущие музыканты города — в том числе вторая скрипка Альберто Кастелли (1852—1912), виолончелисты Карло Пьячецци (1838—1923) и Артуро Кукколи. В 1897 г. квартет дал свой трёхсотый концерт.